# Dobromyśl (Basse-Silésie)
Pour les articles homonymes, voir Dobromyśl.
Dobromyśl est une localité polonaise de la gmina et du powiat de Kamienna Góra en voïvodie de Basse-Silésie.